# Эдзин-Ци
Эдзин-Ци (монг.  Эзнээ хошуу, ᠡᠵᠡᠨ᠎ᠡ
ᠬᠤᠰᠢᠭᠤ, кит. упр. 额济纳旗, пиньинь Éjìnà-qí, палл. Эцзина-ци) — хошун в аймаке Алашань автономного района Внутренняя Монголия (КНР). Название хошуна в переводе с тангутского языка означает «Чёрная вода».
На территории хошуна расположен космодром Цзюцюань.

## История
При империи Цин здесь в 1763 году был создан Особый хошун Эдзин-Турху (额济纳土尔扈特旗). После Синьхайской революции эти места были взяты под военный и административный протекторат властями провинции Нинся, а после утверждения в Нанкине всекитайского правительства с ноября 1928 года они официально перешли под управление провинции Нинся.
Во время гражданской войны эти места 27 сентября 1949 года без боя признали власть коммунистов и вошли в состав провинции Ганьсу. В 1949 году Особый хошун Эдзин-Турху получил современное название. С февраля 1951 года он был передан в состав провинции Нинся, в ноябре 1954 года вошёл в состав Специального района Цзюцюань (酒泉专区) провинции Ганьсу; в 1955 году Специальный район Цзюцюань и Специальный район Увэй были объединены в Специальный район Чжанъе. С 1 июня 1956 года эти места вошли в состав аймака Баян-Нур автономного района Внутренняя Монголия. В сентябре 1969 года хошун был передан в состав округа Цзюцюань провинции Ганьсу, в июле 1979 года вернулся в состав автономного района Внутренняя Монголия. В апреле 1980 года был создан подчинённый правительству автономного района хошун Алашань, объединивший Алашань-Цзоци, Алашань-Юци и Эдзин-Ци.

## Административно-территориальное деление
Хошун Эдзин делится на 2 уличных комитета, 3 посёлка и 5 сомонов.
| 1                     | Ханкун             | 额济纳旗航空街道     | ул.комитет | н\д    | 41°57′57″ с. ш. 101°03′32″ в. д. |
| 2                     | Дунфэн             | 额济纳旗东风街道     | ул.комитет | н\д    | 40°59′06″ с. ш. 100°12′41″ в. д. |
| 3                     | Далайхубу          | 达来呼布镇           | поселок    | 16 927 | 41°58′01″ с. ш. 101°03′29″ в. д. |
| 4                     | Дунфэн             | 东风镇               | поселок    | 8 350  | 40°59′06″ с. ш. 100°12′41″ в. д. |
| 5                     | Хажибужигэдэиньула | 哈日布日格德音乌拉镇 | поселок    | н\д    | 42°17′35″ с. ш. 98°24′10″ в. д.  |
| 6                     | Сайханьтаолай      | 额济纳旗赛汉陶来苏木 | сомон      | 1 515  | 41°52′47″ с. ш. 100°36′44″ в. д. |
| 7                     | Мацзуншань         | 额济纳旗马鬃山苏木   | сомон      | 1 222  | 40°59′16″ с. ш. 98°31′25″ в. д.  |
| 8                     | Субонаоэр          | 额济纳旗苏泊淖尔苏木 | сомон      | 3 792  | 42°07′39″ с. ш. 101°04′13″ в. д. |
| 9                     | Баяньтаолай        | 巴彦陶来苏木         | сомон      | 604    | 41°58′59″ с. ш. 101°09′29″ в. д. |
| 10                    | Вэньтугаолэ        | 温图高勒苏木         | сомон      | н\д    | 41°26′32″ с. ш. 102°06′58″ в. д. |
| Карта хошуна Эдзин-Ци |                    |                      |            |        |                                  |
| Хошун Эдзин-Ци        |                    |                      |            |        |                                  |

## Транспорт
Через Эдзин проходят автодороги провинциального значения S312 (Далан-Хуб — Цзюцюань) и S315 (Далан-Хуб — Иньчуань).
На территории хошуна расположен военный аэродром Динсинь.